# Uponor
Uponor er en finsk virksomhed med hovedsæde i Vantaa. Uponor tilbyder VVS- og indeklimasystemer til bolig- og erhvervsbyggeri markeder. I de nordiske lande leverer Uponor også rørløsninger til underjordisk infrastruktur. Uponor producerer rør af PEX-materiale blandt mange andre emner.
Uponor har afdelinger i 26 lande og 16 fabrikker i Danmark, Finland, Sverige, Tyskland, Polen, Canada, USA og Rusland. Selskabet har omkring 3.800 ansatte.

## Uponor i Danmark
Uponor etablerede sig i Danmark, da finske Uponor i 1982 købte det daværende S.D. Plastindustri A/S, som fremstillede plastrør i Hadsund. Selskabet skiftede herefter navn til Uponor A/S. 
Uponor A/S består i dag af to salgsenheder i Danmark: Uponor VVS i Glostrup og Uponor Infrastruktur i Svinninge.
I Danmark har Uponor Infrastruktur sin PE rør-produktion af bl.a. Profuse drikke- og spildevandsrør i Middelfart. Øvrig produktion findes i Sverige og Finland. Uponor Infrastrukturs salg og administration ligger i Svinninge. I alt beskæftiger Uponor Infrastruktur i Danmark omkring 80 medarbejdere .